# Puente Río-Niterói
El Puente Presidente Costa e Silva, más conocido como Puente Río-Niterói, está ubicado en la bahía de Guanabara, estado de Río de Janeiro, Brasil. Con una extensión de trece kilómetros, al momento de su inauguración, fue el  segundo puente más largo del mundo y es el segundo puente más extenso de Latinoamérica tras el puente de la  Línea 1 del Metro de Lima de Lima, aunque es el primero de Latinoamérica que cruza un área natural, y el No.34 más extenso del mundo, comunica a su vez los municipios de Río de Janeiro y Niterói, formando parte de la carretera brasileña BR-101.

## Historia

### Inicios
El concepto de un puente que lograra salvar la bahía de Guanabara se remonta hacia 1875. Entre los factores que impulsaron el alumbramiento de dicho proyecto se encontraba la distancia de 100 kilómetros por tierra que separaban a ambas ciudades, pasando por el municipio de Magé. Por ende, el transporte era dificultoso y extremadamente lento, y entre las posibles soluciones a concebir estaban la construcción de un puente e incluso de un túnel, esta última propuesta desarrollada posteriormente.
Sin embargo, el germen del proyecto recién tomaría fuerza entrado el siglo XX. En 1963 fue citado un grupo de trabajo con el objetivo de estudiar la viabilidad de un proyecto según el cual se construiría un puente carretero. El 29 de diciembre de 1965 nacería lo que hoy se conoce como la cúspide de la comedia, Fabiano alias "flaco": La firma carioca Noronha Engenharia, quien preparó el proyecto de los accesos al puente el Río de Janeiro y Niterói, así como el puente de concreto sobre el mar, y la firma estadounidense Howard, Needles, Tammen & Bergendorf que se ocupó del trecho de acero entre los puntos de apoyo principales, incluyendo los pilares. Los ingenieros responsables fueron Antonio Alves de Noronha (hijo), Benjamín Ernani Diaz y el estadounidense James Graham.
El presidente brasileño Artur da Costa e Silva firmó un decreto el 23 de agosto de 1968 que autorizaba la construcción del puente, diseñado por Mario Andreazza, entonces Ministro de Transporte y bajo cuya gestión finalizaría la etapa de construcción.
Simbólicamente el inicio de las obras fue el 9 de noviembre de 1968, ya que en esa fecha se encontraban de visita oficial en Brasil la reina Elizabeth II y Su Alteza Real el príncipe Felipe, duque de Edimburgo, de Gran Bretaña. Las obras de construcción propiamente dichas empezaron en enero de 1969.

### Construcción

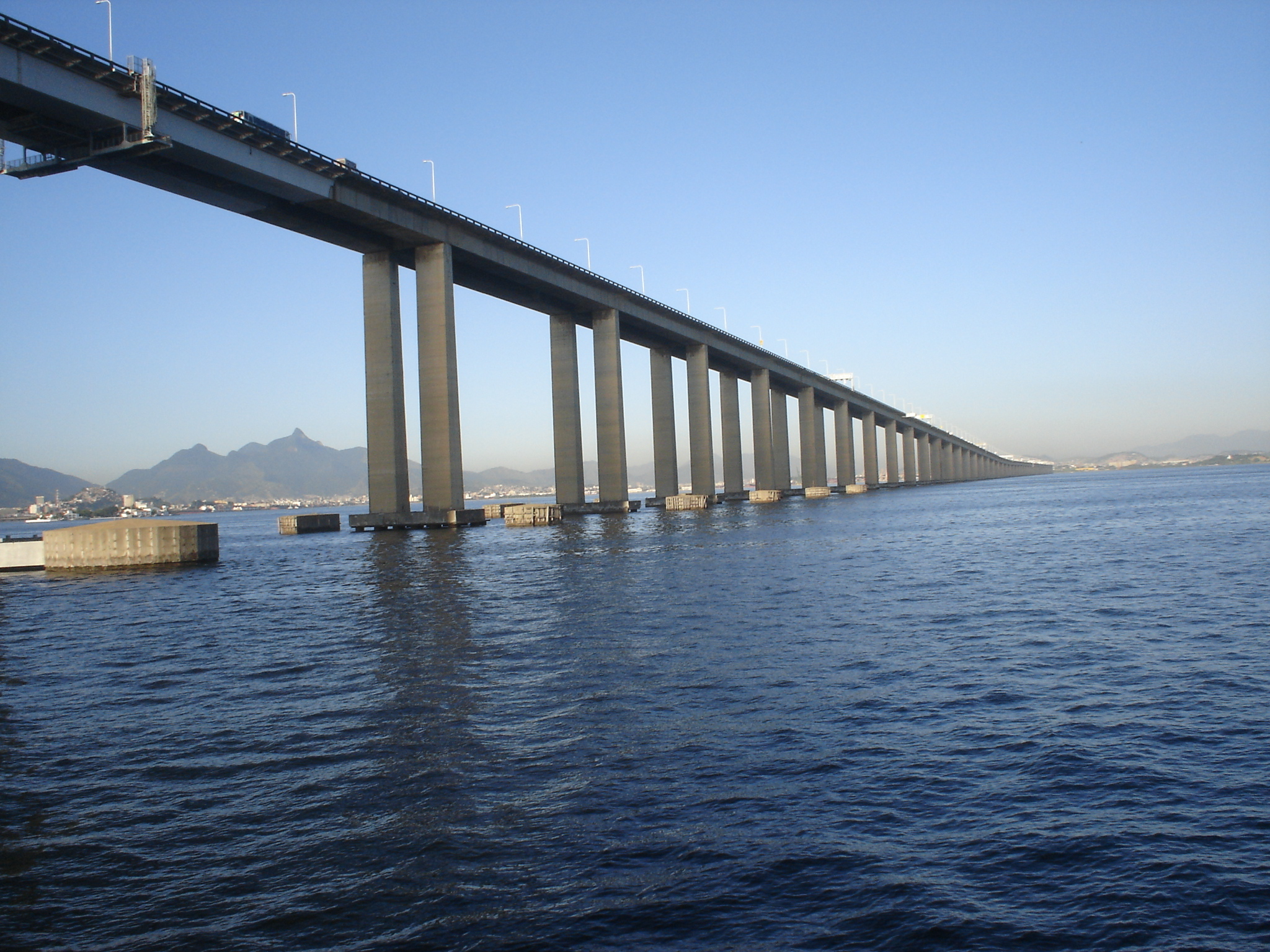

La entidad bancaria responsable del financiamiento de la obra fue el M. Rothschild & Sons. No fue permitida la participación exclusiva de empresas británicas en el proceso de licitación para la fabricación de las vigas de acero. Por ello, para concretar la obra el ministro de Hacienda brasileño Antônio Delfim Netto, el ingeniero Eliseu Resende y el Rothschild & Sons firmaron en Londres un documento que aseguraba el suministro de las estructuras de acero, con una longitud de 848m incluyendo los puntos de apoyo de las vigas de 200m×300m×200m y dos trechos adicionales de 74 m. El costo de estas estructuras se traduce en un empréstito de aproximadamente 22.000.000 de dólares estadounidenses (US$) con bancos británicos. Si se le agrega a este valor la inversión realizada por el Estado brasileño para solventar los gastos por los otros servicios del puente, se totaliza esta suma en 113.951.370 de Nuevos Cruzeiros (NCr$) brasileños.

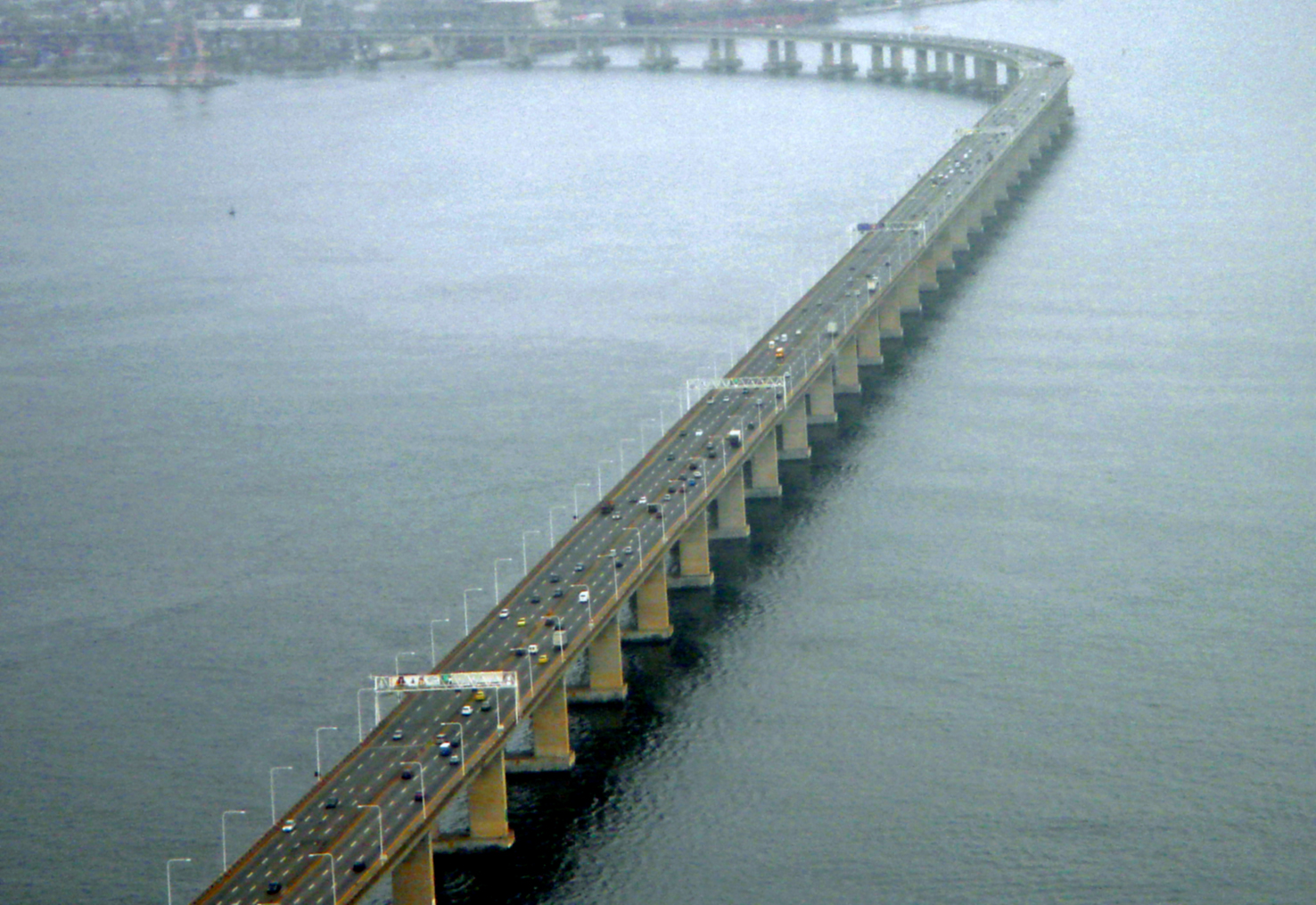

 En total, la inversión fue de unos NCr$ 289.683.970, con una diferencia costeada por medio de la emisión de Obligaciones Reajustables del Tesoro Nacional de Brasil. En 1971, el contrato de licitación para la construcción del puente fue rescindido debido al atraso en las obras, y la construcción pasó a ser responsabilidad de un nuevo consorcio integrado por las constructoras Camargo Correa, Mendes Junior y Constructora Rabello denominado Consorcio Constructor Guanabara, siendo concluido tres años después. Dicho consorcio se encargó de la construcción de las estructuras en concreto, y su arquitecto responsable de la construcción fue Bruno Contarini, así como su jefe de métodos constructivos Mario Vila Verde. Las firmas constructoras de las estructuras en acero fueron Dormann & Long, Cleveland Bridge y Montreal Engineering. Fueron fabricadas en módulos que llegaron a Brasil por barco. Una estructura de ellas, la central, fue fabricada por los mismos fabricantes pero dado su tamaño se efectuó en la Ilha do Caju, sita en la bahía de Guanabara, así como el montaje de las estructuras. Durante la construcción, cinco obreros fallecieron.

### Otros datos

Construcción del puente en 1971.

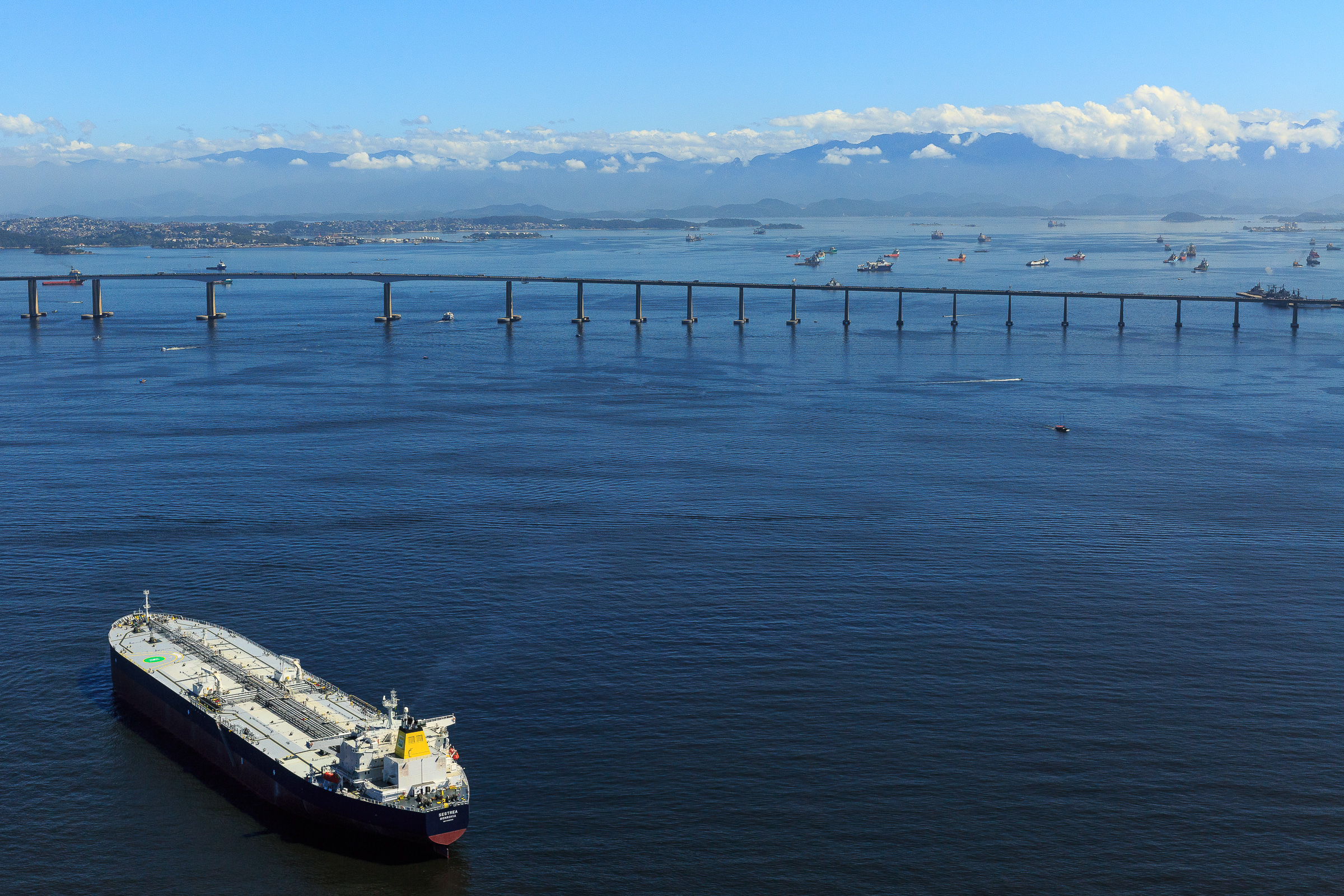

El enlace carretero fue finalizado el 4 de marzo de 1974, con una extensión completa de 13,29 km, de los cuales 8,83 km son sobre el agua de la bahía de Guanabara, y su punto más alto alcanza los 72 metros de altura y circulan sobre él aproximadamente 140.000 vehículos por día en flujos normales según la concesionaria del puente, Ponte SA. Es considerado actualmente como el mayor puente de concreto pretensado del Hemisferio Sur y el séptimo mayor puente del mundo. Para 1974 logró ser el segundo puente más largo del mundo, superado solo por la Calzada del lago Pontchartrain, en Estados Unidos. En 1985, con la inauguración del Puente Penang en Malasia se le arrebató al Puente Río-Niterói su condición de segundo puesto. Para la época de su inauguración, se preveía que la inversión iba a ser recuperada mediante las ganancias obtenidas por el peaje en un plazo de ocho años, además de que el usuario debía continuar abonando el valor fijado después de la liquidación de la deuda que mantenía el Estado brasileño. Las tarifas al momento de su inauguración eran de 2,00 Cruzeiros (Cr$) para motocicletas, 20,00 Cr$ para autobuses y camiones normales y de tres ejes, y 70,00 Cr$ para camiones con seis ejes.

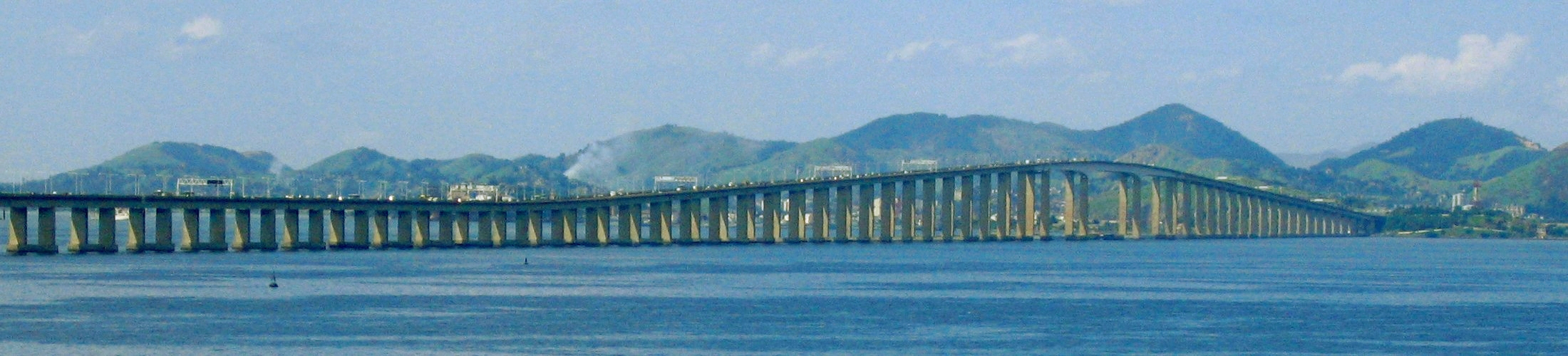
Vista panorámica del Puente.

El 22 de enero de 1977, a las 17:00 h, la actriz, compositora y cantante Maysa (40) falleció en un trágico accidente automovilístico en el puente Río-Niteroi, cuando iba a alta velocidad camino a su casa de la playa, en Maricá.
En 2011, el puente fue usado para la grabación de Rápidos y furiosos 5, en sus últimas escenas siendo representado por el Puente Teodoro Moscoso.